# Patrick Olsen
Patrick Haakon Olsen (Kopenhagen, 23 april 1994) is een Deens voetballer die bij voorkeur als defensieve middenvelder speelt. Hij tekende in september 2017 een contract tot medio 2020 bij FC Helsingør, dat hem transfervrij overnam van Grasshopper Club Zürich, waar hij een halve maand eerder was vertrokken.

## Clubcarrière
Olsen debuteerde voor Brøndby IF op 6 mei 2012 in de Deense Superligaen tegen Aalborg BK. In totaal speelde hij drie wedstrijden voor Brøndby IF.
Op 31 augustus 2012 tekende hij een driejarig contract bij Internazionale, dat € 260.000 betaalde voor de verdedigende middenvelder. In juli 2013 werd hij bij het eerste elftal gehaald en in december van dat jaar speelde hij een wedstrijd van het eerste elftal om de Coppa Italia.
In 2014 werd Olsen verhuurd aan het Noorse Strømsgodset waar hij vijf wedstrijden speelde.
Begin februari 2015 werd zijn contract bij Internazionale ontbonden. Olsen kwam daarna op proef bij Vitesse, waar hij met de beloften meetrainde, maar dit liep op niets uit.
Op 24 april 2015 ging Olsen bij de Noorse club Haugesund spelen. Op 20 juli 2015, na het spelen van 11 van de 12 competitiewedstrijden, verliet Olsen de club transfervrij, ondanks dat de club hem wilde houden.
Op 27 augustus 2015 werd aangekondigd dat Olsen een contract had getekend bij Ligue 2-club RC Lens.
Nadat Olsen onder een nieuwe trainer in het seizoen 2016/17 weinig speeltijd kreeg, verkaste hij op 27 januari naar Grasshopper Club Zürich. Hij speelde zes wedstrijden voor de club in de Super League alvorens hij in september 2017 een contract tot medio 2020 tekende bij FC Helsingør.

## Interlandcarrière
Olsen kwam uit voor diverse Deense nationale jeugdelftallen. Hij debuteerde in 2013 in Denemarken -21, waar hij in totaal drie interlands voor speelde.